# Andrei Cordea
Andrei Ioan Cordea (Aiud, 24 giugno 1999) è un calciatore rumeno, attaccante o centrocampista del CFR Cluj.

## Carriera

### Club
Cresciuto nel settore giovanile del Novara, ha esordito in prima squadra il 16 dicembre 2018 disputando l'incontro di Serie C vinto 4-0 contro l'Olbia. Nel 2019 viene ceduto in prestito all'Hermannstadt, formazione della massima serie rumena. Terminato il prestito, si accasa all'Acad. Clinceni, altro club della massima serie rumena. Il 1º luglio 2021 viene acquistato per 50.000 euro dal FCSB.

### Nazionale
Ha giocato nelle nazionali giovanili rumene Under-17, Under-18 ed Under-19.
Il 5 settembre 2021 esordisce in nazionale maggiore nel successo per 2-0 contro il Liechtenstein.

## Statistiche

### Presenze e reti nei club
Statistiche aggiornate al 17 aprile 2023.
| Stagione        | Squadra         | Campionato      | Campionato | Campionato | Coppe nazionali | Coppe nazionali | Coppe nazionali | Coppe continentali | Coppe continentali | Coppe continentali | Altre coppe | Altre coppe | Altre coppe | Totale | Totale |
| Stagione        | Squadra         | Comp            | Pres       | Reti       | Comp            | Pres            | Reti            | Comp               | Pres               | Reti               | Comp        | Pres        | Reti        | Pres   | Reti   |
| --------------- | --------------- | --------------- | ---------- | ---------- | --------------- | --------------- | --------------- | ------------------ | ------------------ | ------------------ | ----------- | ----------- | ----------- | ------ | ------ |
| 2018-2019       | Novara          | C               | 1          | 0          | CI+CI-C         | 0+1             | 0               |                    | -                  | -                  |             | -           | -           | 2      | 0      |
| 2019-2020       | Hermannstadt    | L1              | 18         | 0          | CR              | 1               | 0               |                    | -                  | -                  |             | -           | -           | 19     | 0      |
| 2020-2021       | Acad. Clinceni  | L1              | 33         | 3          | CR              | 1               | 1               |                    | -                  | -                  |             | -           | -           | 34     | 4      |
| 2021-2022       | FCSB            | L1              | 38         | 5          | CR              | 1               | 0               | UECL               | 2                  | 1                  |             | -           | -           | 41     | 6      |
| 2022-2023       | FCSB            | L1              | 32         | 6          | CR              | 0               | 0               | UECL               | 9                  | 3                  |             | -           | -           | 41     | 9      |
| Totale FCSB     | Totale FCSB     | Totale FCSB     | 70         | 11         |                 | 1               | 0               |                    | 11                 | 4                  |             | -           | -           | 82     | 15     |
| Totale carriera | Totale carriera | Totale carriera | 122        | 14         |                 | 4               | 1               |                    | 11                 | 4                  |             | -           | -           | 137    | 19     |

### Cronologia presenze e reti in nazionale
| Cronologia completa delle presenze e delle reti in nazionale ― Romania | Cronologia completa delle presenze e delle reti in nazionale ― Romania | Cronologia completa delle presenze e delle reti in nazionale ― Romania | Cronologia completa delle presenze e delle reti in nazionale ― Romania | Cronologia completa delle presenze e delle reti in nazionale ― Romania | Cronologia completa delle presenze e delle reti in nazionale ― Romania | Cronologia completa delle presenze e delle reti in nazionale ― Romania | Cronologia completa delle presenze e delle reti in nazionale ― Romania |
| Data                                                                   | Città                                                                  | In casa                                                                | Risultato                                                              | Ospiti                                                                 | Competizione                                                           | Reti                                                                   | Note                                                                   |
| ---------------------------------------------------------------------- | ---------------------------------------------------------------------- | ---------------------------------------------------------------------- | ---------------------------------------------------------------------- | ---------------------------------------------------------------------- | ---------------------------------------------------------------------- | ---------------------------------------------------------------------- | ---------------------------------------------------------------------- |
| 5-9-2021                                                               | Bucarest                                                               | Romania                                                                | 2 – 0                                                                  | Liechtenstein                                                          | Qual. Mondiali 2022                                                    | -                                                                      |                                                                        |
| 8-9-2021                                                               | Skopje                                                                 | Macedonia del Nord                                                     | 0 – 0                                                                  | Romania                                                                | Qual. Mondiali 2022                                                    | -                                                                      | 63’                                                                    |
| 23-9-2022                                                              | Helsinki                                                               | Finlandia                                                              | 1 – 1                                                                  | Romania                                                                | UEFA Nations League 2022-2023 - 1º turno                               | -                                                                      | 66’                                                                    |
| 26-9-2022                                                              | Bucarest                                                               | Romania                                                                | 4 – 1                                                                  | Bosnia ed Erzegovina                                                   | UEFA Nations League 2022-2023 - 1º turno                               | -                                                                      | 64’                                                                    |
| 17-11-2022                                                             | Cluj-Napoca                                                            | Romania                                                                | 1 – 2                                                                  | Slovenia                                                               | Amichevole                                                             | -                                                                      | 46’                                                                    |
| Totale                                                                 |                                                                        | Presenze                                                               | 5                                                                      |                                                                        | Reti                                                                   | 0                                                                      |                                                                        |